# Hebo
Hebo és una concentració de població designada pel cens dels Estats Units a l'estat d'Oregon. Segons el cens del 2000 tenia 231 habitants.

## Demografia
Segons el cens del 2000, Hebo tenia 231 habitants, 94 habitatges, i 65 famílies. La densitat de població era de 54,7 habitants per km².
Dels 94 habitatges en un 23,4% hi vivien nens de menys de 18 anys, en un 56,4% hi vivien parelles casades, en un 7,4% dones solteres, i en un 29,8% no eren unitats familiars. En el 23,4% dels habitatges hi vivien persones soles el 7,4% de les quals corresponia a persones de 65 anys o més que vivien soles. El nombre mitjà de persones vivint en cada habitatge era de 2,46 i el nombre mitjà de persones que vivien en cada família era de 2,79.
Per edats la població es repartia de la següent manera: un 22,9% tenia menys de 18 anys, un 7,4% entre 18 i 24, un 19,9% entre 25 i 44, un 34,6% de 45 a 60 i un 15,2% 65 anys o més.
L'edat mediana era de 44 anys. Per cada 100 dones de 18 o més anys hi havia 100 homes.
La renda mediana per habitatge era de 37.250 $ i la renda mediana per família de 52.500 $. Els homes tenien una renda mediana de 40.694 $ mentre que les dones 21.250 $. La renda per capita de la població era de 16.053 $. Cap de les famílies i el 4,4% de la població estaven per davall del llindar de pobresa.

## Poblacions més properes
El següent diagrama mostra les poblacions més properes.